# Человек-паук (саундтрек)
«Челове́к-пау́к» (оригинальный саундтрек) — саундтрек к фильму «Человек-паук» (2002) от режиссёра Сэма Рэйми, основанному на комиксах издательства Marvel Comics об одноимённом персонаже. Был выпущен компанией Columbia Records 4 июня 2002 года. Музыка сочетает в себе традиционную оркестровку, этническую перкуссию и электронные элементы. Его отличительные этнические характеристики приписываются его композитору Дэнни Эльфману, который провел год в Африке, изучая его уникальную перкуссию. Саундтрек выпускался в формате компакт-диска с музыкой под лейблом Sony.

## Трек-лист
Вся музыка написана Дэнни Эльфманом.
| №                   | Название                | Длительность |
| ------------------- | ----------------------- | ------------ |
| 1.                  | «Main Title»            | 3:31         |
| 2.                  | «Transformations»       | 3:31         |
| 3.                  | «Costume Montage»       | 1:19         |
| 4.                  | «Revenge»               | 6:13         |
| 5.                  | «First Web»             | 0:56         |
| 6.                  | «Something's Different» | 1:17         |
| 7.                  | «City Montage»          | 1:50         |
| 8.                  | «Alone»                 | 1:37         |
| 9.                  | «Parade Attack»         | 3:54         |
| 10.                 | «Specter of the Goblin» | 3:47         |
| 11.                 | «Revelation»            | 2:32         |
| 12.                 | «Getting Through»       | 2:05         |
| 13.                 | «Final Confrontation»   | 7:19         |
| 14.                 | «Farewell»              | 3:11         |
| 15.                 | «End Credits»           | 1:54         |
| Общая длительность: | Общая длительность:     | 44:55        |

## Переиздание
В 2022 году компания La-La Land Records объявила о намерении выпустить расширенную версию саундтрека 29 ноября, к 20-летию фильма. Альбом содержит несколько ранее неизданных и альтернативных треков.

## Сертификаты
| Регион                                                      | Сертификация | Продажи |
| ----------------------------------------------------------- | ------------ | ------- |
| Австралия (ARIA)                                            | Золотой      | 35 000^ |
| Великобритания (BPI)                                        | Серебряный   | 60 000^ |
| ^ Данные о тиражах приведены только на основе сертификации. |              |         |